# Persans en Irak
Cet article présente la communauté persane qui a vécu en Irak entre le XVIe et le XXe siècle. Des Persans (ancien nom donné aux habitants de l’Iran actuel) ont vécu en Irak à plusieurs époques depuis l’Antiquité, mais cet article présente essentiellement la communauté persane et chiite qui y a vécu entre le début du XVIe siècle et le XXe siècle. 
Le terme « Persan » est ici préféré à Iranien car le nom de Perse était utilisé dans les pays occidentaux pour désigner l’Iran jusqu’en 1935. Il est important de souligner qu’à l’époque, le terme Persan incluait d’autres populations de l’Iran, tels que les Azéris, les Kurdes, etc. C’est pour cette raison qu’à certains endroits dans l’article, les termes Perse, Iran, Persan et Iranien peuvent devenir interchangeables en raison de références à des événements plus ou moins récents.

## Origines (XVIe-XVIIesiècle)
Des Persans ont vécu dans le territoire actuel de l’Irak depuis l’Antiquité. L’Irak (Mésopotamie) faisait partie des Empires iraniens achéménide, parthe et sassanide. 
Suivant la conquête arabe islamique de l’Irak, les Persans qui vivaient en Irak, majoritairement des membres de l’élite sassanide, furent contraints de quitter le territoire, ou de se convertir à l'Islam et éventuellement de s’assimiler. 
Ce n’est qu’après la réunification de la Perse sous Chah Ismail Ier de la dynastie séfévide que l’Irak revient sous domination perse, domination qui n'eut lieu qu'à deux courtes reprises, la première entre 1508 et 1533 et la seconde entre 1622 et 1638. 
En effet, les Turcs Ottomans cherchaient à s’approprier l’Irak, et en 1638, ils finissent par arracher définitivement le territoire aux Perses.
Durant ces deux phases d’occupation perse, des commerçants persans s’installent en Irak, principalement dans les villes saintes chiites de Kadhimain, Karbala et Nadjaf.

## Afflux de Persans (XVIIIe-XIXesiècle)
En 1722, les Afghans sunnites s’emparèrent de la capitale séfévide, Ispahan, forçant de nombreux ouléma chiites et étudiants en théologie à fuir la Perse. Les principaux centres d’étude chiites passèrent en Irak, à Nadjaf et Karbala. De nombreux ouléma et étudiants persans décidèrent donc de s’y établir. Ils y furent rejoints par de nombreux commerçants, artisans, et autres immigrants en quête d’opportunités. Avec leurs descendants, ils constitueront la communauté persane en Irak pour les deux siècles suivants.
La communauté garda un statut privilégié en raison d’accords et de traités turco-persans signés durant le XIXe siècle. En effet, les sujets persans étaient soumis aux lois persanes et non ottomanes, et étaient exempts des taxes que les sujets ottomans devaient payer.

## Déclin (XXesiècle)
L’État moderne de l’Irak qui vit le jour au lendemain de la Première Guerre mondiale adopta une idéologie panarabe. Encouragé par les Britanniques qui étaient soucieux de conserver leur mainmise sur le pays, le nouveau régime irakien était déterminé à réduire l’influence persane. 
La loi irakienne de 1924 sur la nationalité obligeait les Persans à abandonner leur citoyenneté iranienne s’ils voulaient devenir irakiens, et des lois supplémentaires interdisaient aux ressortissants étrangers de devenir fonctionnaires ou de devenir juge. De plus, les Persans, qui dominaient l’administration des villes saintes chiites et y exerçaient une grande partie des métiers traditionnels (notamment artisans), perdirent ces privilèges à partir de 1935. En effet, l’administration des lieux saints passa directement sous autorité irakienne. 
En 1919, selon le recensement national irakien, il y avait près de 80 000 Persans en Irak. Par la suite, ce nombre diminua en raison de plusieurs facteurs : beaucoup de Persans retournèrent dans leur pays d'origine, et un certain nombre optèrent pour la nationalité irakienne. 
Avec l’arrivée du parti Baath au pouvoir en 1968, de plus grandes difficultés attendaient la communauté d’origine iranienne. Des lois à caractère xénophobe furent adoptées par le nouveau régime, qui autorisaient notamment la déportation ou le rapatriement de tout citoyen d’origine étrangère soupçonné d’être déloyal envers l’État irakien.
En 1974, quelque 60 000 chiites d’origine iranienne furent ainsi expulsés, et en 1980, à la veille de la guerre Iran-Irak, 35 000 autres furent rapatriés en Iran.

## Quelques Persans/Iraniens d’Iraq
- Ali Larijani, né à Nadjaf en 1958, actuel président du Parlement iranien
- Ali Akbar Salehi, né à Kerbala en 1949, actuel ministre des Affaires étrangères iranien
- Grand ayatollah al-Khoei, né en 1899 à Khoy en Iran, décédé en 1992 en Irak, Grand ayatollah très influent dans la communauté chiite
- Abou Mahdi al-Muhandis (1954-2020), chef des Kataeb Hezbollah, était d'origine mixte arabe et persane.
- Ayatollah Mahmoud Hashemi Shahroudi, actuel chef du système judiciaire de la République islamique d’Iran.
- Grand ayatollah Ali al-Sistani, né en Iran, Grand ayatollah très influent au sein de la communauté chiite depuis l’invasion américaine de l’Irak en 2003.
- Feisal Amin al-Istrabadi, actuel ambassadeur irakien aux Nations unies
- Hussain al-Shahristani, actuel Ministre du Pétrole irakien